# AV Microscopii
AV Microscopii eller HD 196829, är en ensam stjärna belägen i den mellersta delen av stjärnbilden Mikroskopet. Den har en skenbar magnitud av ca 6,28 och är mycket svagt synlig för blotta ögat där ljusföroreningar ej förekommer. Baserat på parallax enligt Gaia Data Release 2 på ca 4,38 mas, beräknas den befinna sig på ett avstånd på ca 740 ljusår (228 parsek) från solen. Den rör sig närmare solen med en heliocentrisk radialhastighet på ca -23 km/s. Stjärnan ingår i Vintergatans äldre diskpopulation.

## Egenskaper
AV Microscopii är en röd jättestjärna i huvudserien av spektralklass M4 III, som har förbrukat förrådet av väte i dess kärna. Den har en radie som är ca 78 solradier och utsänder energi från dess fotosfär motsvarande ca 850 gånger solen vid en effektiv temperatur av ca 3 500 K.

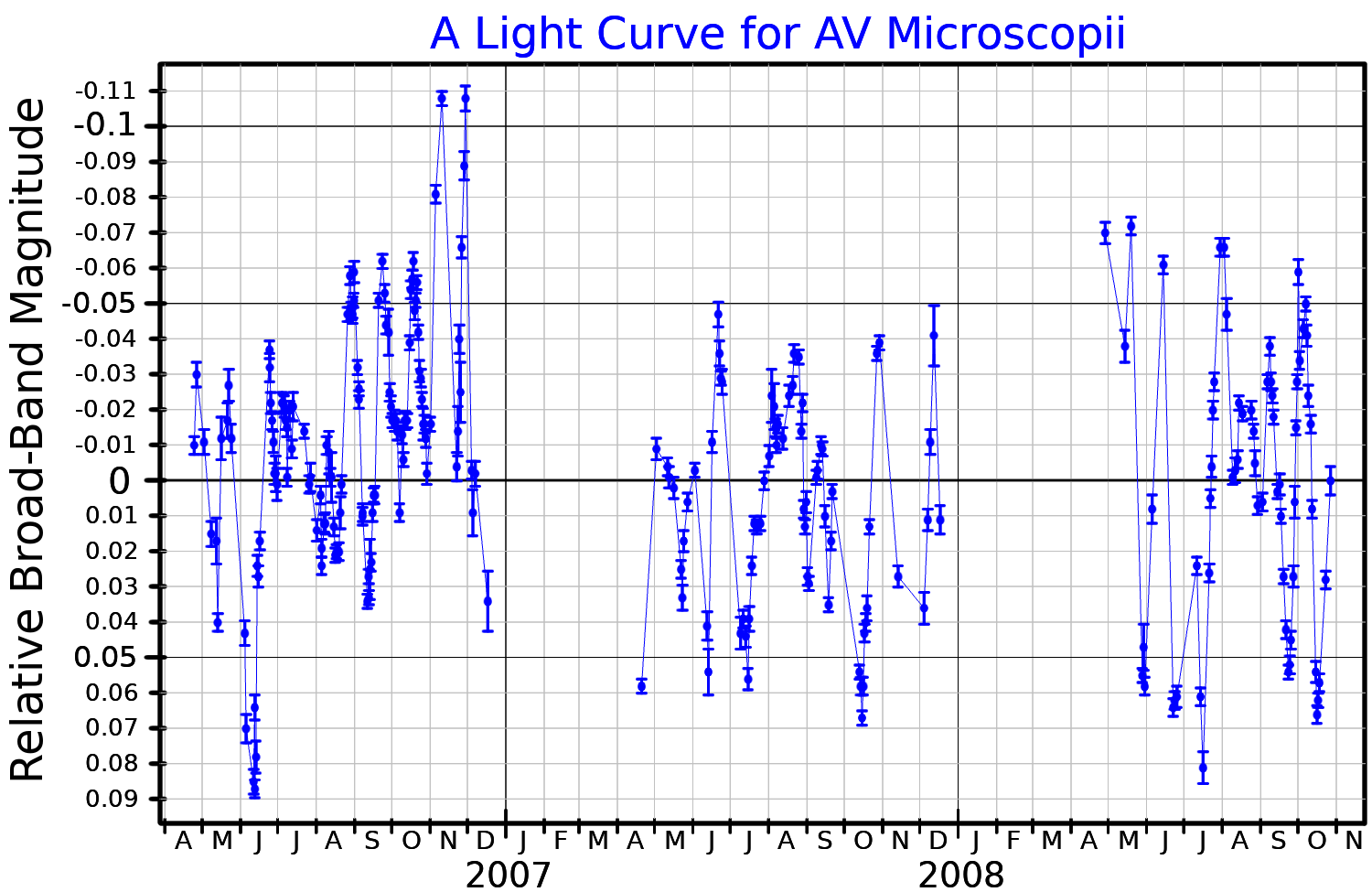
Bredbandig optisk ljuskurva för AV Microscopii, plottad från data publicerade av Tabur et al. (2009)

Tidigare har AV Microscopii tilldelats spektralklass M3 II, med ljusstyrka som en ljusstark jätte. Samus et al. (2017) har den preliminärt klassificerad som en oregelbunden variabel av undertyp irreguljär variabel, vilket antyder att den kan vara en superjättestjärna. Den är en pulserande variabel med flera upptäckta perioder, med variation i skenbar visuell magnitud mellan 6,25 och 6,35.
| Period (dygn)   | 22,3  | 23,3  | 30,3  | 31,0  | 32,3  | 45,0  | 110,7 |
| Amplitud (mag.) | 0,038 | 0,050 | 0,017 | 0,027 | 0,019 | 0,025 | 0,018 |